# 미니마니모
〈미니마니모〉는 4인조 여성 그룹 타이니지(TINY-G)의 두 번째 싱글 앨범이다. 타이틀 곡은 〈미니마니모〉이다. 발매일은 2013년 1월 21일이다.

## 곡 목록
1. 미니마니모
2. 놀자
3. 미니마니모 (Inst.)
4. 놀자 (Inst.)